# Tyrant Fear

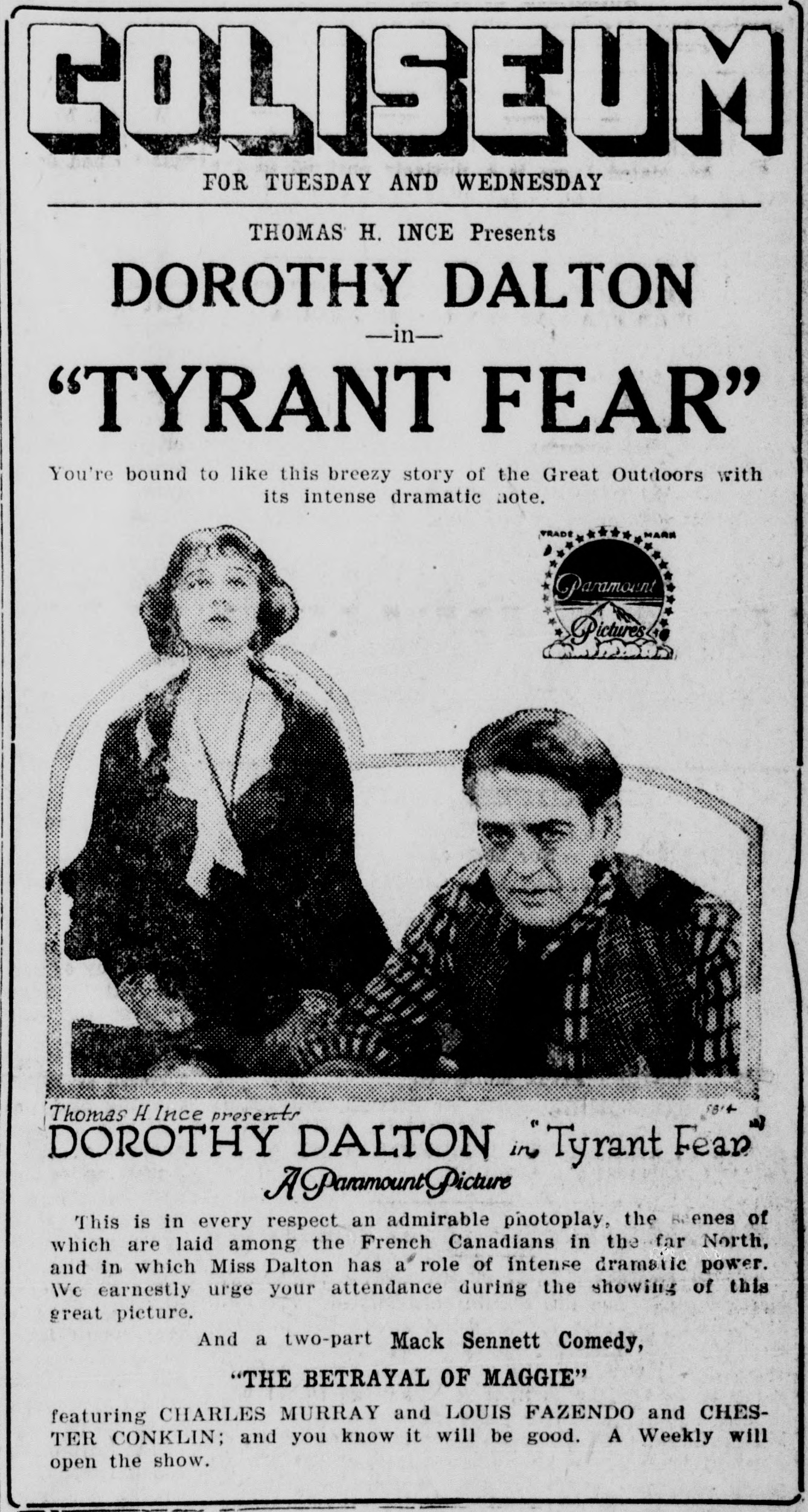

Tyrant Fear è un film muto del 1918 diretto da Roy William Neill, prodotto con la supervisione di Thomas H. Ince.

## Trama
Nella cittadina canadese di Beaulieu, Allaine Grandet viene venduta come moglie a un brutale cacciatore, Jules Latour, che la tratta tanto crudelmente da indurla a odiare e ad aver paura di tutti gli uomini. Le ossessioni della donna trovano un'ulteriore conferma quando Jules, avendola persa al gioco, la cede a Dermot, il padrone di un saloon che la costringe a danzare nel locale. Qui, Allaine fa amicizia con il pianista, Harley Dane. Attraverso la sua amicizia e l'amore che nasce tra di loro, Dane riacquista il rispetto di sé che aveva perduto.
Ma non c'è pace per Allaine, insidiata da Dermot. Per difendersi, la donna gli spara e lo colpisce a un braccio. Intanto, il marito che si era messo in strada per riprenderla, viene sorpreso da una tempesta di neve che gli fa perdere la strada. Allaine e Dane trovano il suo corpo assiderato: decidono allora di lasciare Beaulieu per sempre, alla ricerca di una nuova vita più felice lontano da lì.

## Produzione
Il film fu prodotto dalla Thomas H. Ince Corporation. Venne girato in California, al Big Bear Lake, nella Big Bear Valley, nella San Bernardino National Forest.

## Distribuzione
Distribuito dalla Famous Players-Lasky Corporation e dalla Paramount Pictures, uscì nelle sale cinematografiche USA il 29 aprile 1918. Copia della pellicola viene conservata negli archivi della Library of Congress.